# Sergej Nikolajevič Bulgakov

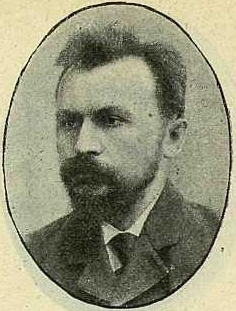
Sergej Nikolajevič Bulgakov (1907)

Sergěj Nikolajevič Bulgakov (rusky Сергей Николаевич Булгаков; 16. červnajul./ 28. června 1871greg. Livny – 12. července 1944 Paříž) byl ruský filosof, ekonom a pravoslavný teolog, představitel bohohledačství a vechovství.

## Život a působení
Narodil se v rodině pravoslavného kněze v menším městě Livny, asi 130 km severovýchodně od Kurska. Studoval na semináři ve městě Orel a na moskevské univerzitě, kde se zajímal hlavně o politickou ekonomii a roku 1894 promoval v právu. Během studií ho zaujal Karl Marx, po bližším seznámení s jeho dílem se však přiklonil k filosofii Vladimira Solovjova. Velký vliv na něho měl i Lev Nikolajevič Tolstoj, s nímž se spřátelil, Dostojevskij, ale také pozdní Schelling. Podílel se na sbornících Problémy idealismu (1902), Věchi a mnoha dalších. Roku 1903 Bulgakov vydal knihu „Od marxismu k idealismu“ a stal se jedním z vůdců ruského idealismu. Psal články o politice a ekonomii do časopisů „Novyj puť“ (Nová cesta) a „Voprosy žizni“ (Otázky života) a roku 1906 byl zvolen poslancem Dumy jako nezávislý křesťanský socialista.
V letech 1911–1917 byl redaktorem nakladatelství Cesta a napsal dva důležité eseje, „Filosofii hospodářství“ (1912) a „Světlo, které nehasne“ (1917) kde spojil své pojetí víry s myšlením V. Solovjova. Roku 1918 byl vysvěcen na kněze, kritizoval Ruskou revoluci a odjel na Krym. V roce 1920 vydal „Filosofii jména“ a „Tragédii filosofie“ a roku 1922 byl s dalšími 160 ruskými intelektuály (tzv. Loď filosofů) vyvezen z Ruska. Na pozvání presidenta Masaryka přijel do Prahy, kde přednášel teologii na Ruském institutu. Roku 1924 se podílel na založení Pravoslavného teologického institutu v Paříži, kde byl nějakou dobu ředitelem a kde až do smrti učil.

## Teologický spor

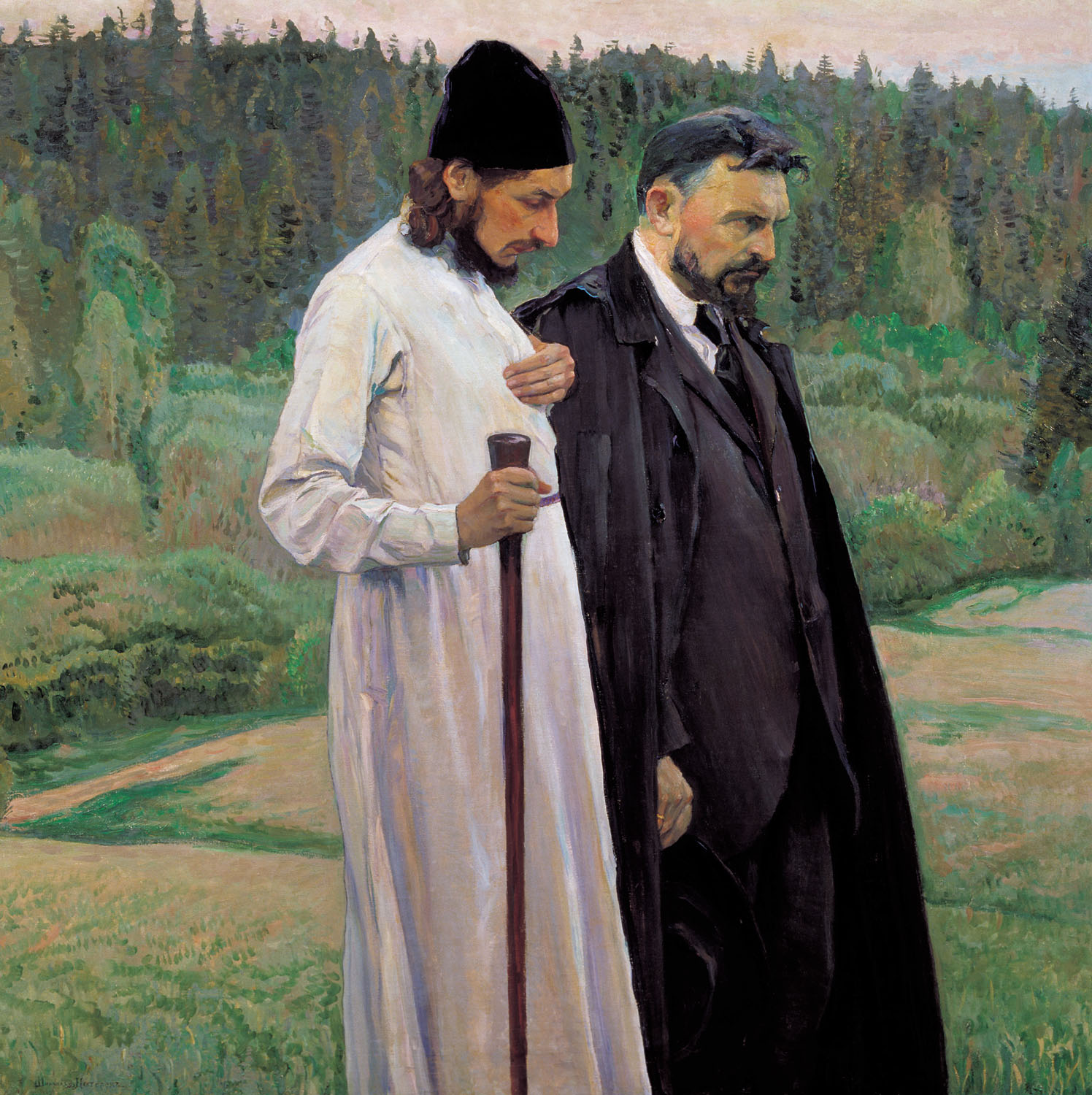
P. Florenskij a S. Bulgakov (autor: M. Nestěrov, 1917)

Pravoslavný metropolita pro Západní Evropu Eulogij Georgijevskij se zdráhal podepsat deklaraci loajality k sovětské vládě, vydanou roku 1927. Roku 1935 se sice našel kompromis, moskevský metropolita Sergius Stargorodskij však obvinil Bulgakova z vážných omylů a herezí, včetně nestoriánství. Předmětem sporu byla Solovjovem inspirovaná „sofiologie“, mystické učení o Panně Marii jako Moudrosti. Nato metropolita Eulogij styky s moskevským metropolitou opět přerušil, protože obvinění pokládal spíše za záminku. Po dlouhých sporech biskupové západní ortodoxie roku 1937 obvinění odmítli, přesto však uznali vážné závady v Bulgakovově nauce.

## Dílo
- (rusky) «Svět něvěčernij»

### České překlady
- Utěšitel: O Boholidství. Olomouc: Refugium Velehrad-Roma, 2017. ISBN 978-80-7412-256-9.
- Berďajev, Nikolaj A., Bulgakov, Sergej Nikolajevič, Frank, S.L., Geršenzon, M.O., Izgojev, A.S., Kisťakovskij, B.A. a Struve, P.B.. Věchi (Milníky). [s.l.]: Pavel Mervart, 2003. ISBN 80-903047-8-8.
- S. N. Bulgakov, Ideál hospodářský a sociální. Brno 1919
- S. N. Bulgakov, Nevěsta Beránkova : (O Boholidství III). Olomouc. 2004
- S. N. Bulgakov, Beránek Boží: (O Boholidství I). Olomouc, 2011
- S. N. Bulgakov, Zápisky a duchovní deník teologa. Olomouc 2009
- S. N. Bulgakov, Jaltský a Konstantinopolský deník: duchovní deník teologa II. Olomouc, 2011
- S. N. Bulgakov, Utěšitel : (O Boholidství II). Olomouc. 2017